# Axis & Allies
Axis & Allies (укр. Вісь та Союзники) — стратегічна відеогра, яка описує події Другої світової війни. Гра була випущена 2 листопада 2004 року. Події гри починаються після вступу у війну Японії та Сполучених Штатів Америки.
У грі можна командувати піхотними, артилерійськими, механізованими, танковими полками, флотом та авіацією. Axis and Alies включає також і мережеву гру. Можна створювати свої карти та місцевості, задавати кількість ресурсів, противників і туман війни.

## Ігровий процес
Axis & Allies довзоляє гравцеві стати військовим генералом однієї з п'яти країн-учасниць Другої світової війни: США, Радянського Союзу, Великої Британії, Нацистської Німеччини та Японської імперії. Кожна з держав має свої, унікальні, підрозділи. Це снайпери для СРСР, танки, озброєні вогнеметами для Великої Британії та танки Тигр для Німеччини. Крім того, кожна держава має унікальні можливості ведення війни (килимове бомбардування, пропаганда та інше).
Основна мета гри — знищення супротивника (хоча, деякі кампанії ставлять окрім того інші цілі). Підтримується до восьми суперників як у режимі однокористувацької гри, так і у мультиплеєрі.
Кампанія складається з двадцяти чотирьох місій: половина за альянтів, половина за країни Осі. Не всі місії є вигаданими, серед них можна помітити рівні про другу битву за Ель Аламейн, битву за Гуадалканал, десант на Крит, Сталінградську битву, битву на Курській дузі, битву при Монте-Кассіно тощо. Персонажами ж відеогри є відомі військові діячі, серед яких: Бернард Монтгомері, Ервін Роммель, Георгій Жуков, Василь Чуйков, Джордж Сміт Паттон та Двайт Айзенгавер.

## Оцінки й відгуки
Розважальний відеоігровий вебсайт GameSpot оцінив відеогру на 6,4 бала з 10 можливих.